# Henrik Joachim von Wangelin
Henrik Joachim von Wangelin, född omkring 1650 i Mecklenburg, död efter 1712, var en svensk militär.
Henrik von Wangelin blev officer 1672, deltog i fransk-nederländska kriget och belägringen av Groningen, slaget vid Senef, belägringen av Oudenaarde och belägringen av Maastricht. Han blev kapten vid Garnisonsregementet i Stade 1679, major 1688 och överstelöjtnant 1697. Wangelin var överste och chef för guvernörsregementet i Wismar 1710, chef för Rügenska lantmilisregementet 1710–1711 och Bremiska lantmilisregementet 1711–1712. Han blev fången vid Stades kapitulation 1712.